# قضية بسيطة
البسيطة هي القضية التي حقيقتها ومعناها، إما إيجاب فقط، كقولنا، كل إنسان حيوان بالضرورة، فإن معناه ليس إلا إيجاب الحيوانية للإنسان؛ وإما سلب فقط، كقولنا: لا شيء من الإنسان بحجر بالضرورة، فإن حقيقية ليست إلا سلب الحجرية عن الإنسان.